# Nyaste Journal för Damer

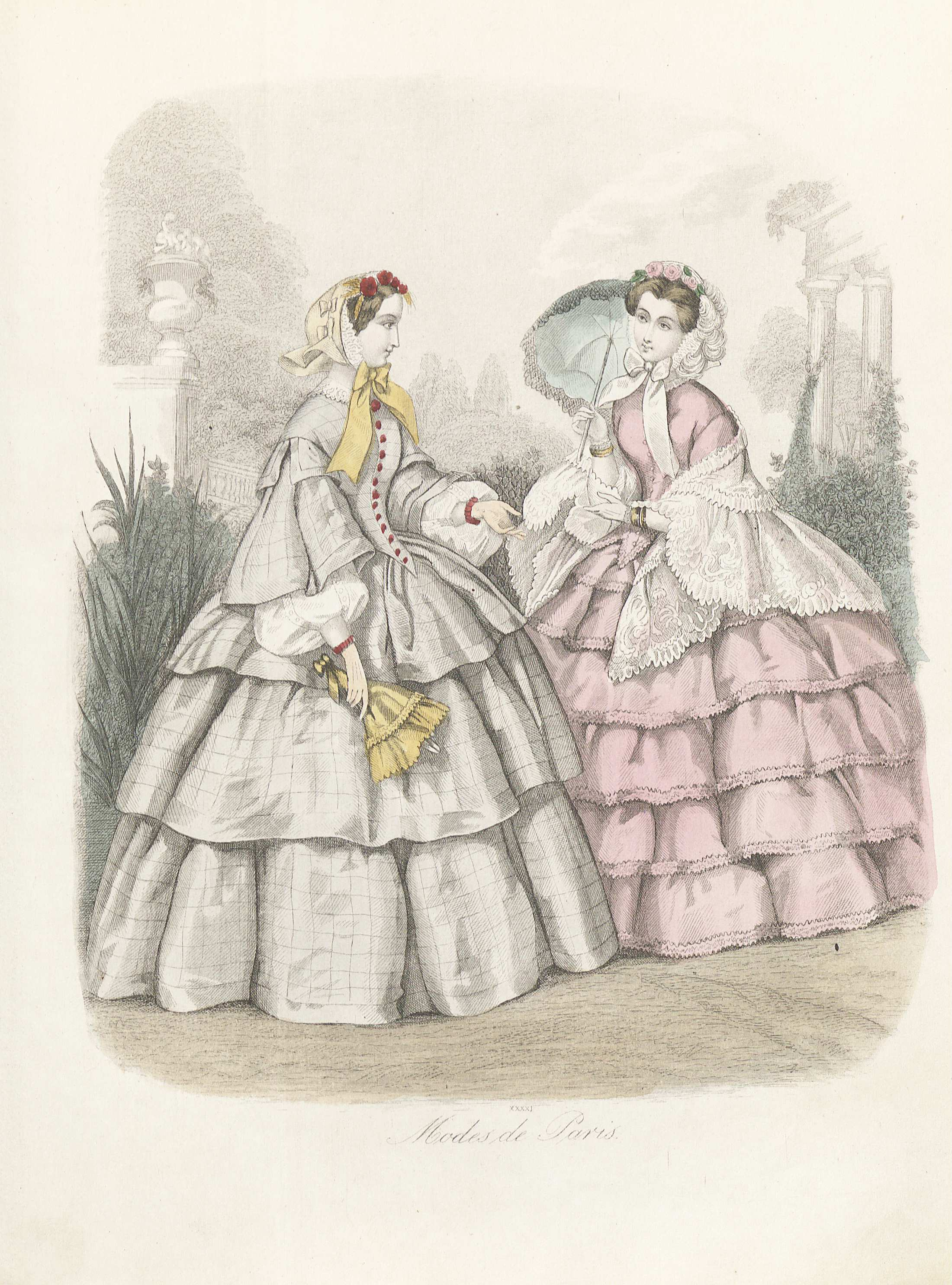
Krinolinklänningar i Nyaste journal för damer 1858, illustration nr 17

Nyaste Journal för Damer var en svensk modetidning, publicerad i Helsingborg mellan 1854 och 1864. Åren 1857–1864 kallades den Penelope: Nyaste Journal för Damer och 1863–1864 Salong: Nyaste Journal för Damer. Dess devis var "Af det nya det nyaste; Af det goda, det bästa". 
Den inlemmade år 1856 sin föregångare Stockholms Mode-Journal, som tidigare i sin tur hade inlemmat Illustrerad Tidning för Fruntimmer. 

## Historik
Tidningen beskrivs som ett "Album för qvinliga arbeten och moder, med bilagor af tapisseri-, broderi-, virk- och stickmönster samt modeplancher".  Den var illustrerad med kolorerade modebilagor och litografier. Den innehöll också en följetongsavdelning, där Maximilian Axelson, Nils Lilja, Gustaf Henrik Mellin, Oscar Patric Sturzen-Becker, Amelie von Strussenfelt och Axel Gustaf Virgin lämnade bidrag.
Den trycktes och utgavs av Jöns Torell vid Torellska boktryckeriet 1854–1859, av Jonsson & Romare 1859  och av folkskolläraren och boktryckaren Frans Oscar Thornberg 1859–1864.  Den ändrade namn 1857 på grund av en konflikt mellan delägarna Torell och bokhandlaren Frans Ewerlöf. 

## Bilder

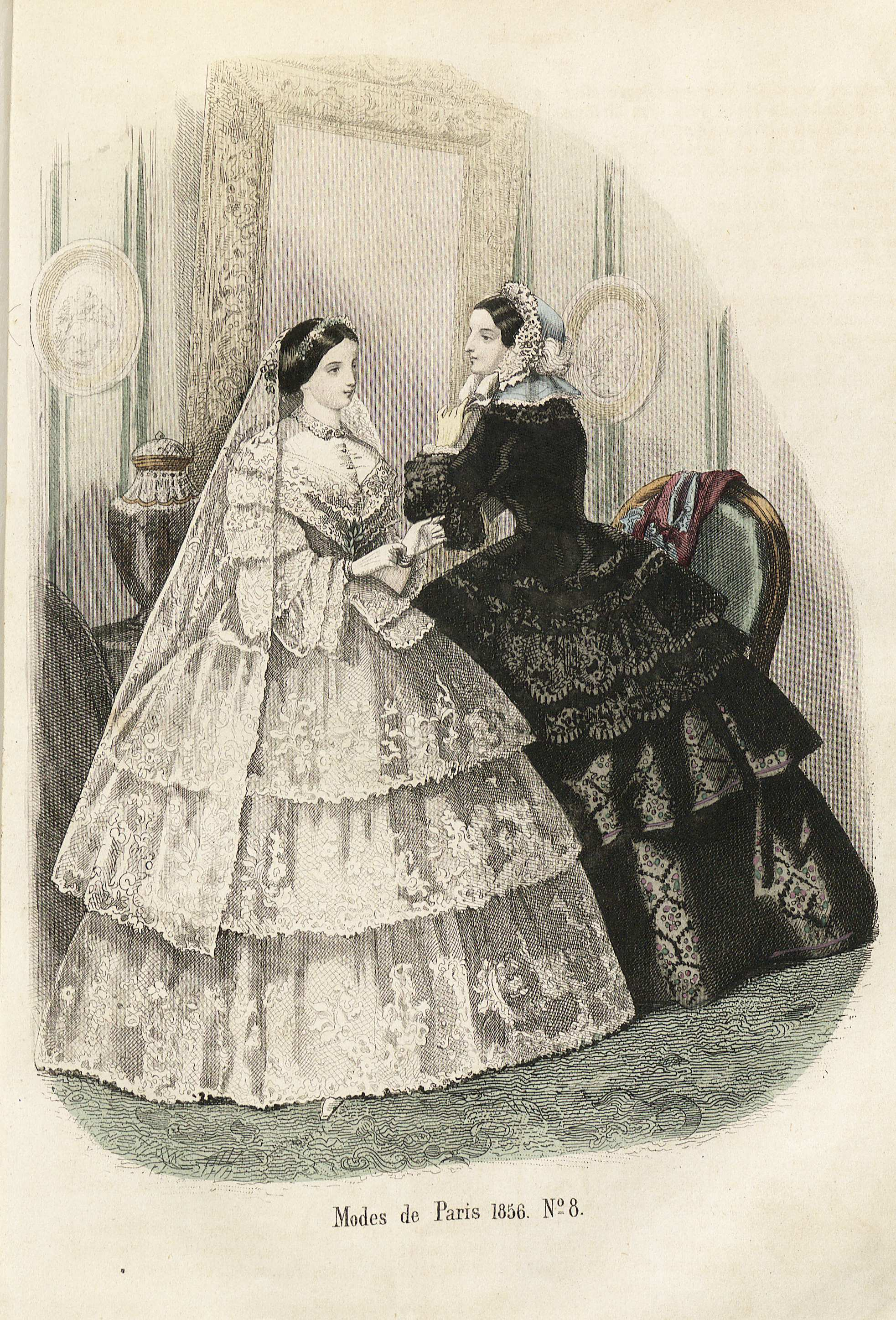
Brudklänning och visitklänning, 1856.
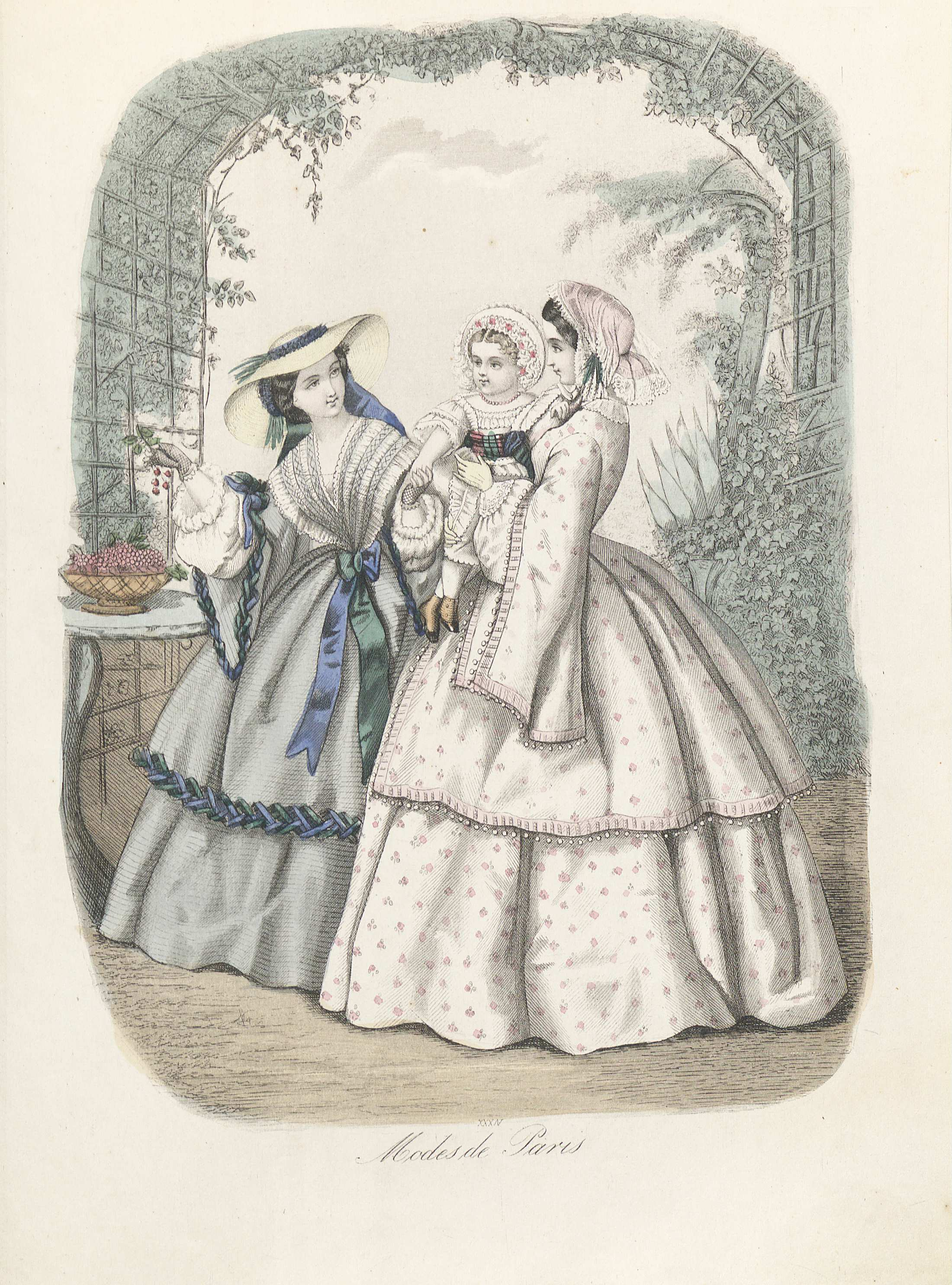
Sommarklänningar, 1858.
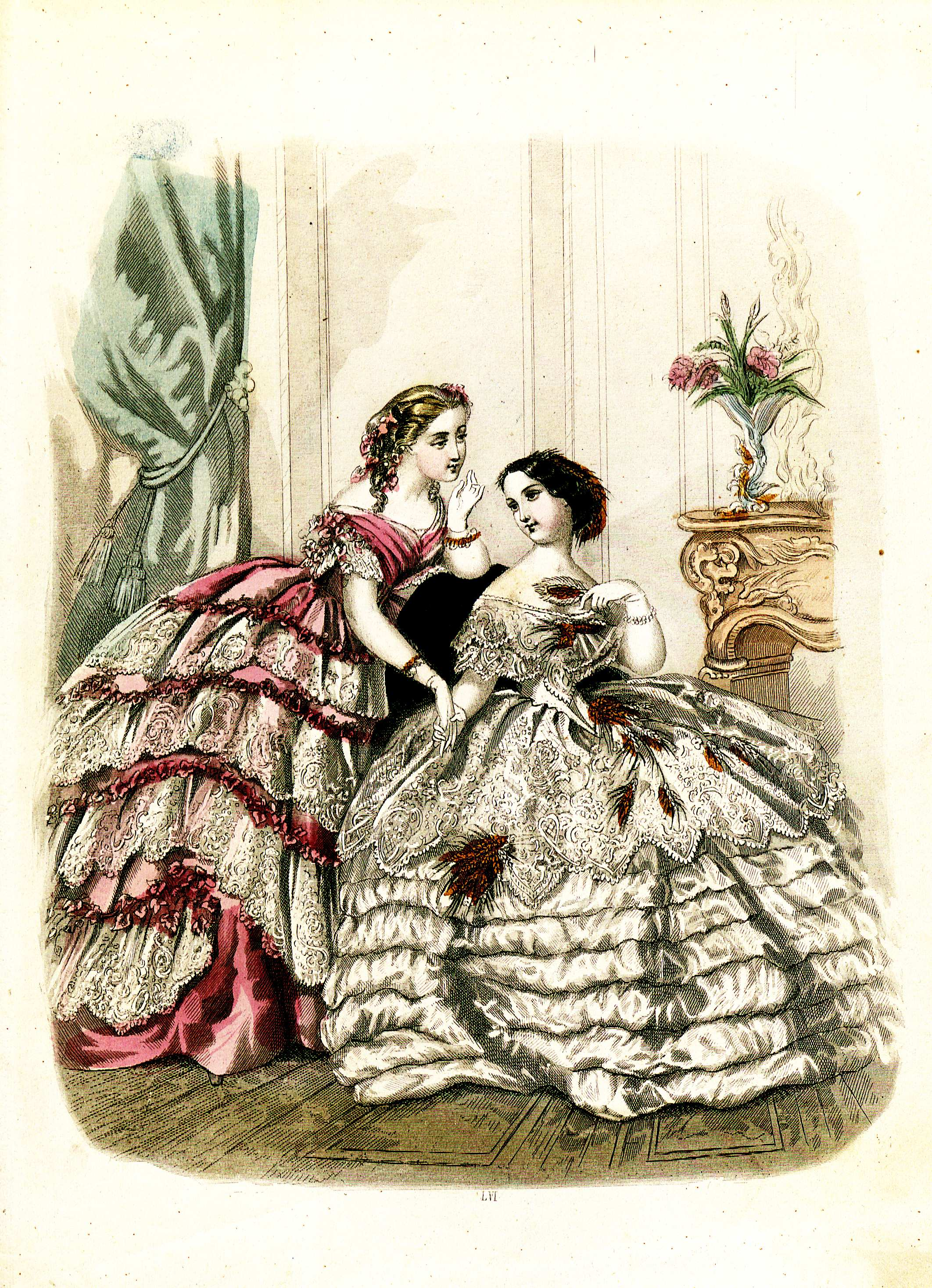
Balklänningar, 1858.
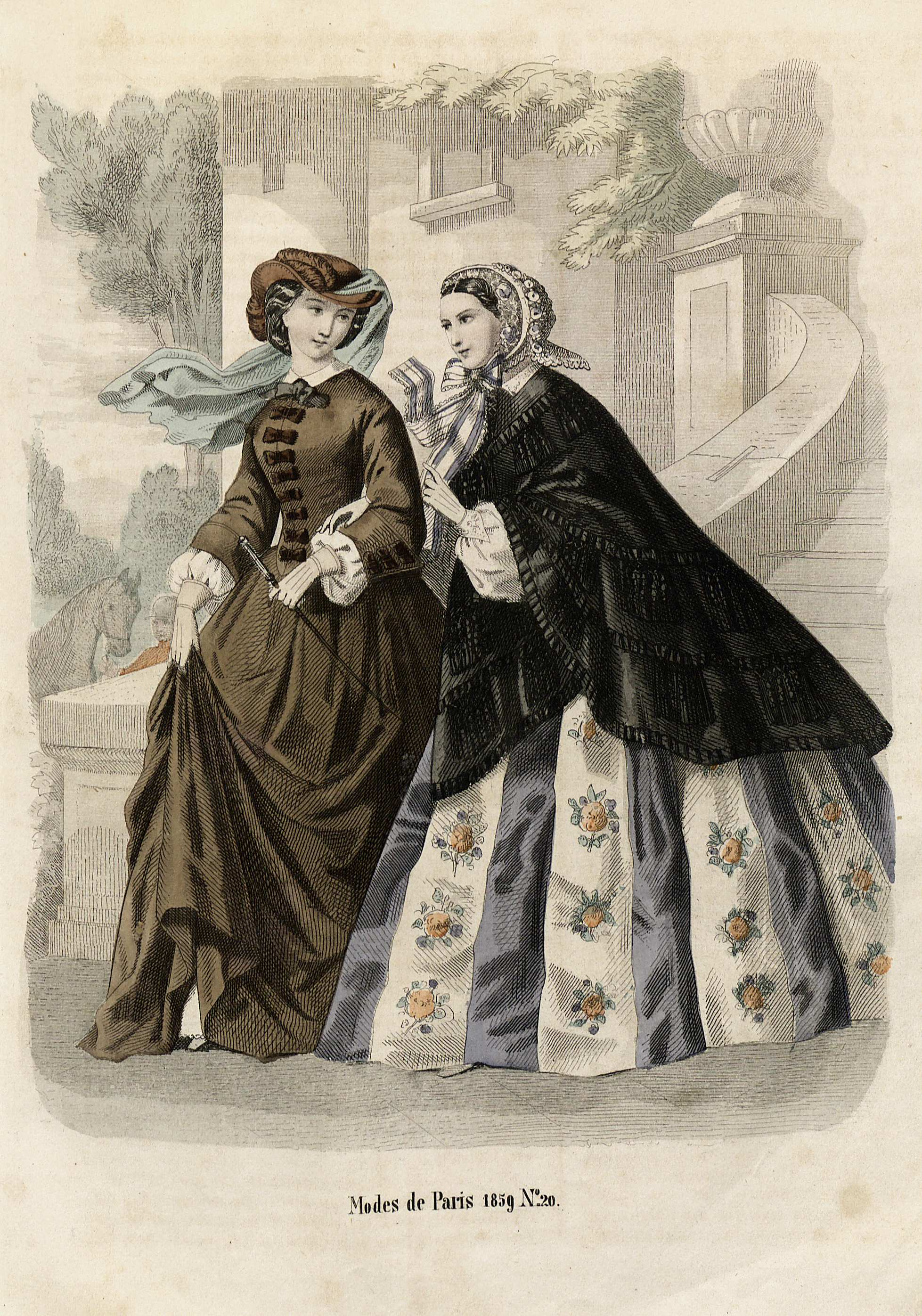
Riddräkt och promenaddräkt, 1859.
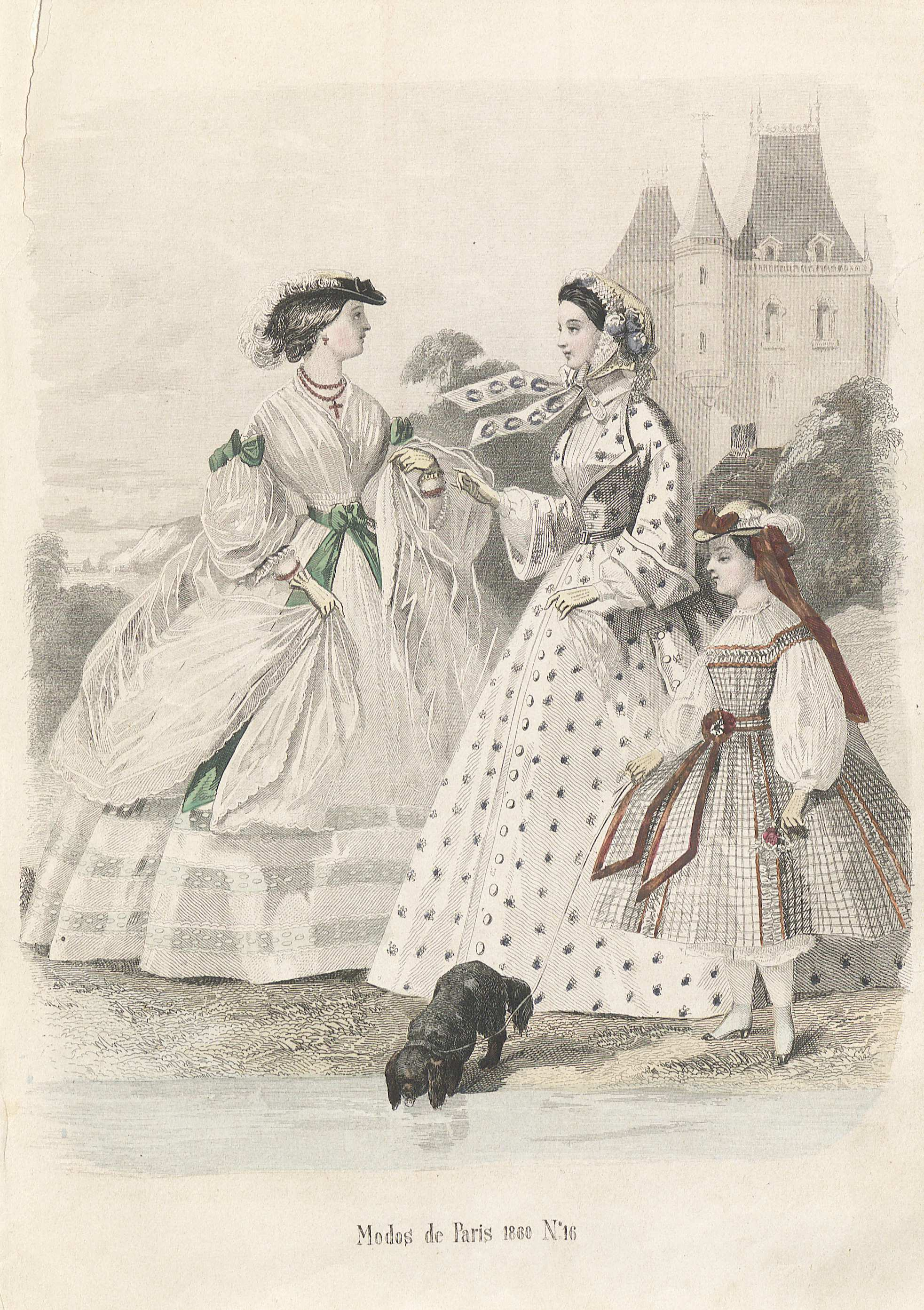
Sommarklänningar, 1860.
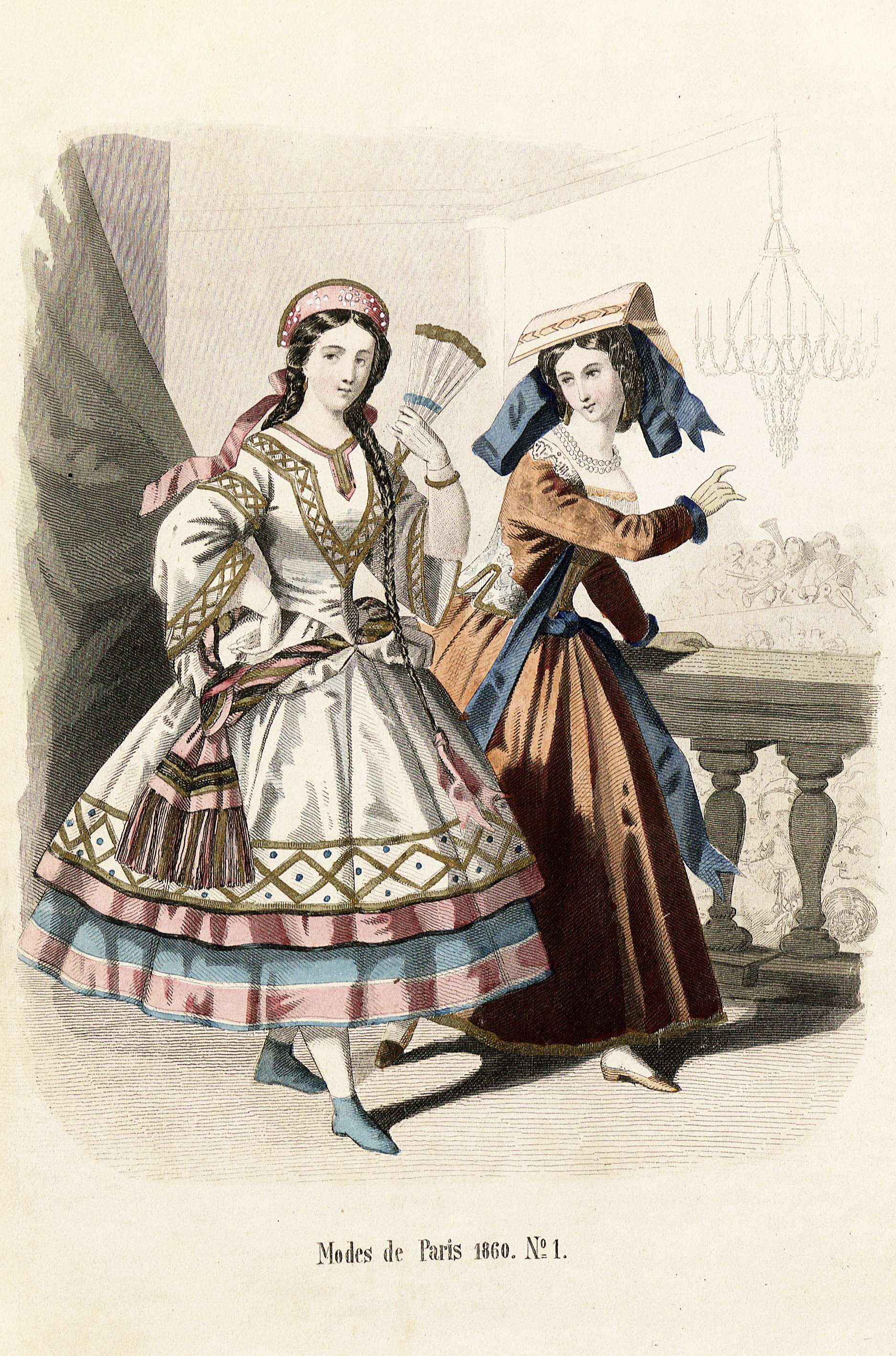
Maskeraddräkter, 1860.
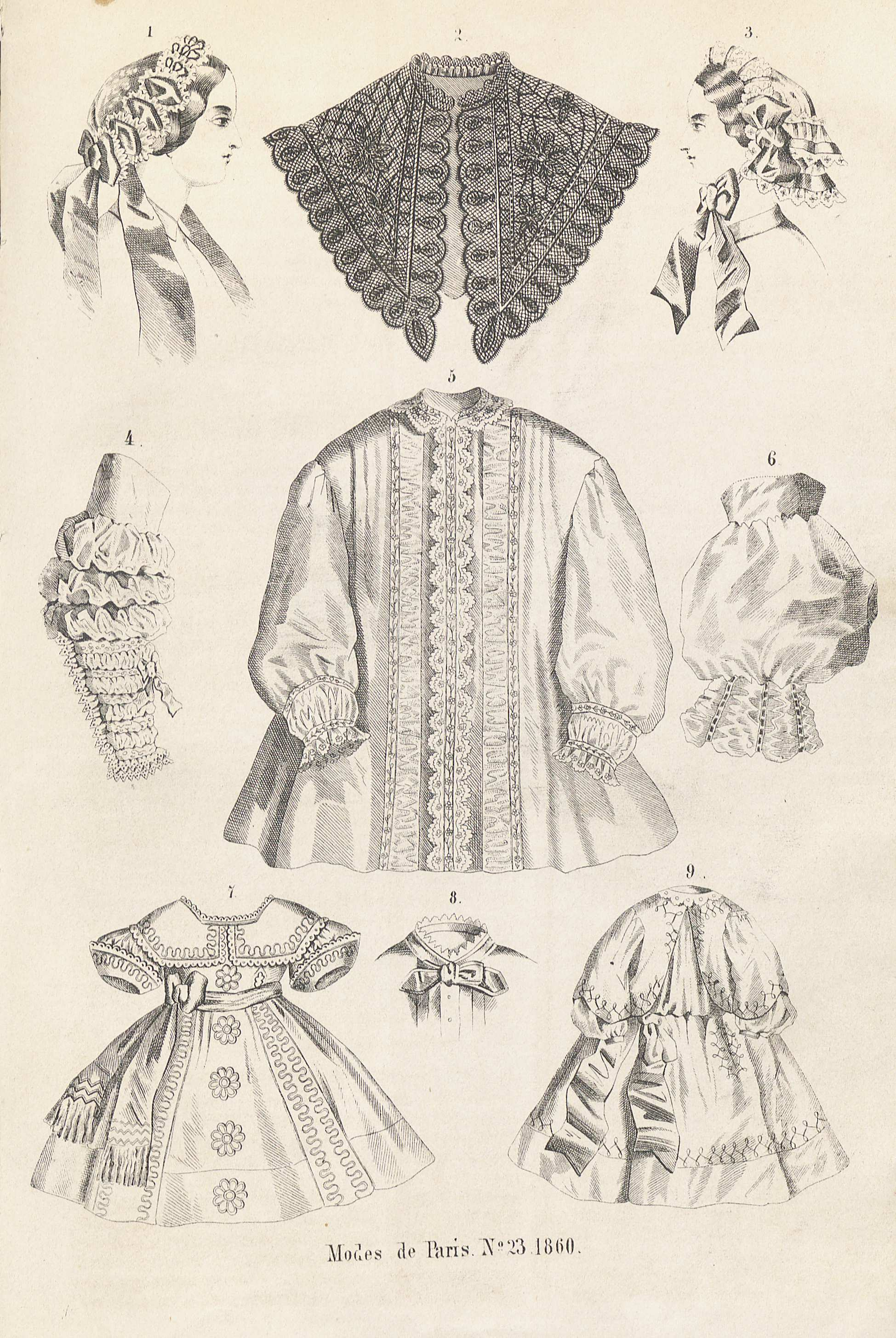
Hattar, accessoarer och barnkläder, 1860.
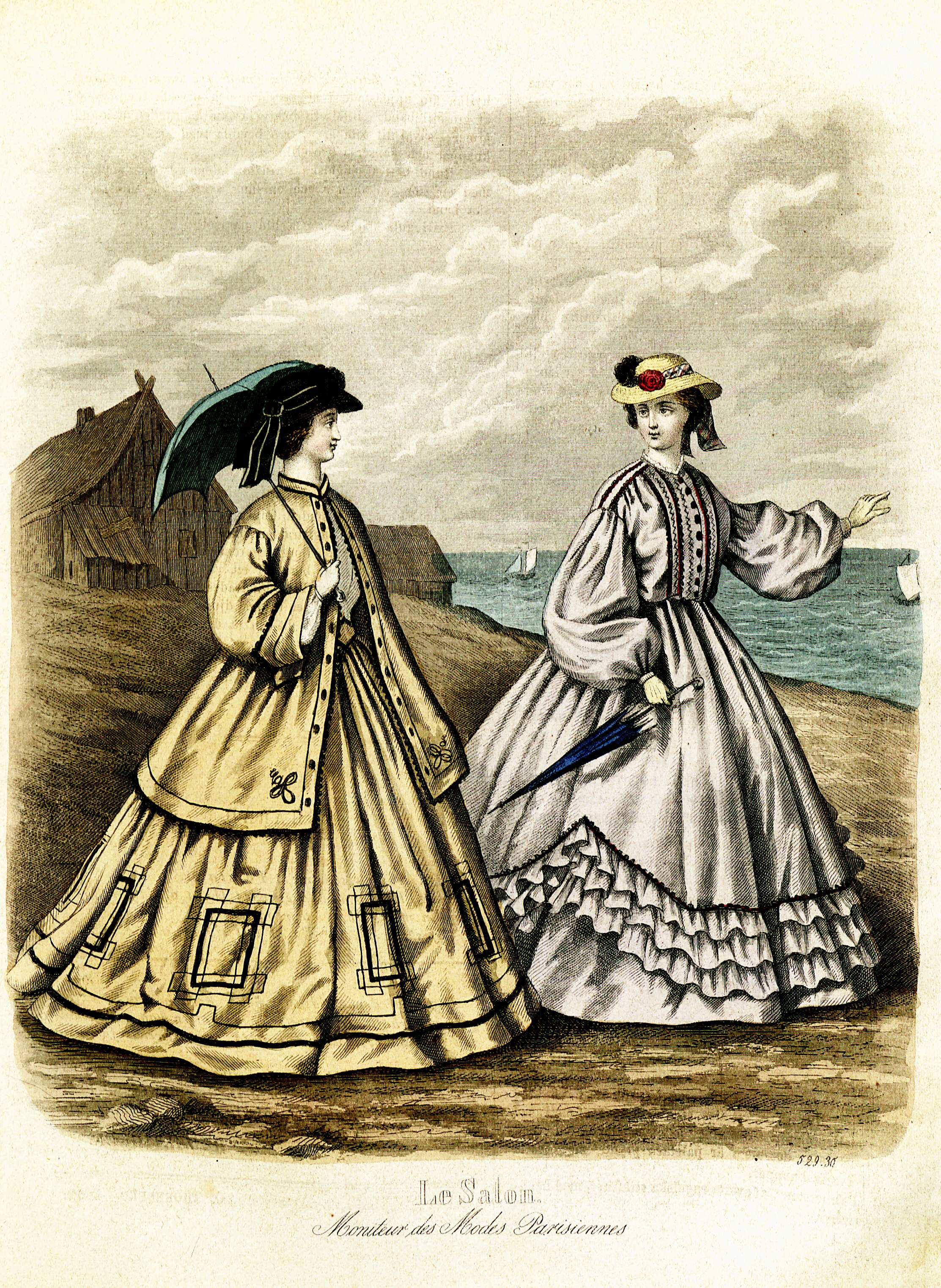
Promenaddräkter, 1862.
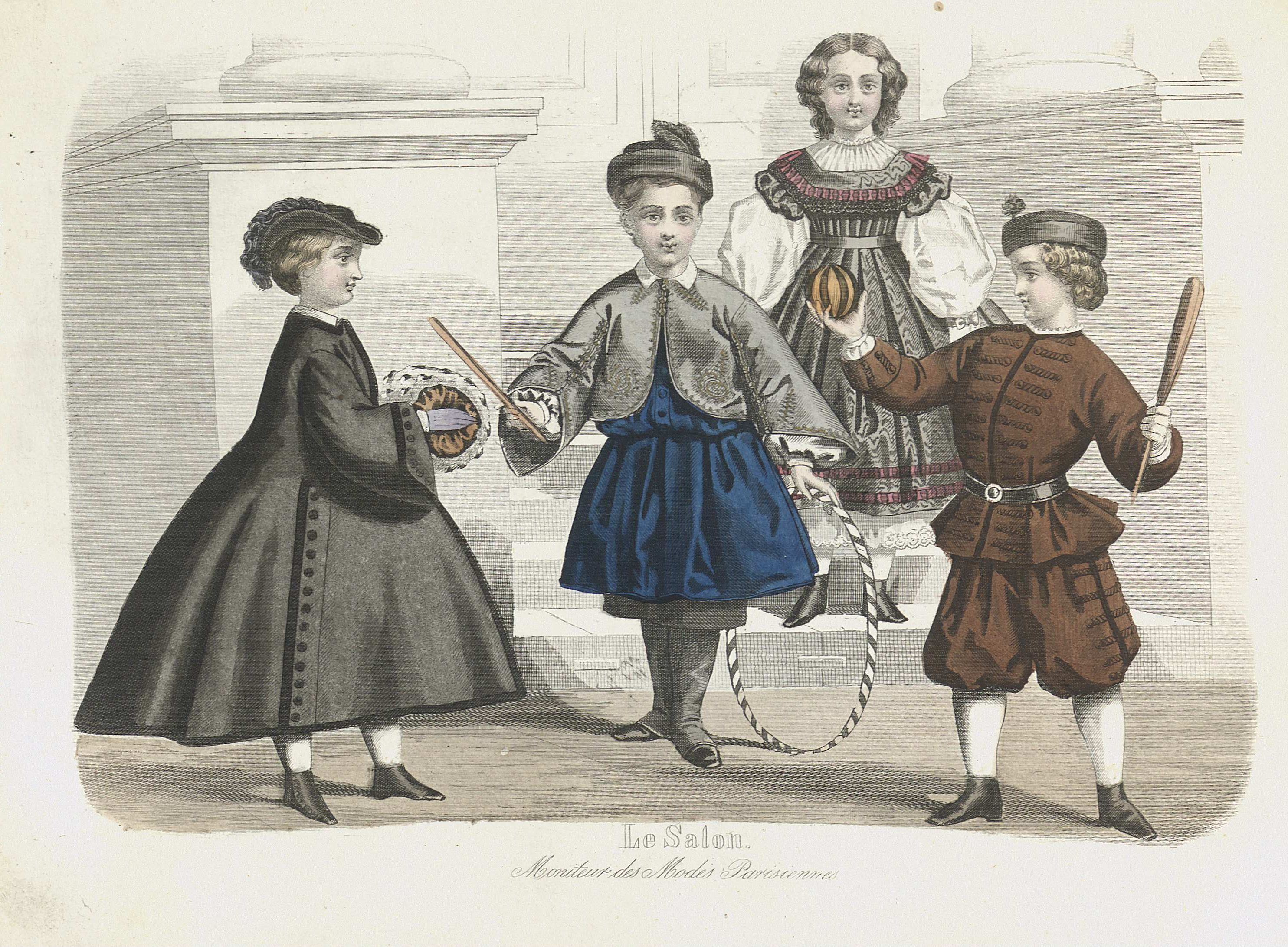
Barnkläder, 1862.